# Спорт в Техасе
В Техасе, втором по численности штате США, базируется множество команд, выступающих в высших профессиональных лигах различных видов спорта. Большинство команд выступает в южно-центральных либо западных конференциях, единственное исключение составляет команда НФЛ «Даллас Ковбойз», которая выступает в Восточном дивизионе Национальной футбольной конференции.

## Американский футбол

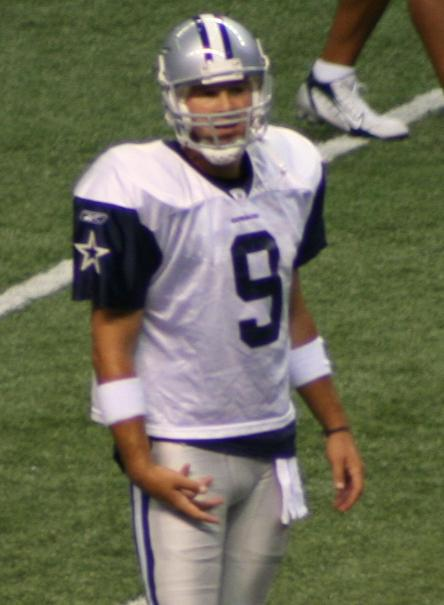
Тони Ромо, квотербек команды Даллас Ковбойс

Многие техасцы любят американский футбол и активно следят за результатами школьных и студенческих команд, нередко оказывая помощь в социальной и досуговой деятельности. В высшей профессиональной лиге НФЛ выступают две техасские команды, «Даллас Ковбойз» и «Хьюстон Тексанс».
Команда «Даллас Ковбойз» основана в 1960 году и является одной из самых популярных команд в лиге. Команда иногда называют «Командой Америки» из-за её популярности во многих частях Соединенных Штатов. Кроме того, команда является одной из самых успешных, она выходила в Супербоул (финал соревнований) восемь раз и пять из них выиграла (второй результат в истории лиги, наравне с «Сан-Франциско Форти Найнерс»). С 2009 года «Ковбои» играют свои домашние матчи на стадионе «Ковбойз Стэдиум» в пригороде Арлингтона, до этого команда играла в Ирвинге.
Команда «Хьюстон Тексанс» была основана в 2002 году и играет свои домашние матчи на стадионе «Релайант», первом стадионе НФЛ с раздвижной крышей. С 1960 по 1996 в Хьюстоне базировалась другая команда, «Хьюстон Ойлерз», которая выступала в Американской футбольной лиге (АФЛ) с 1960 года, а в 1970 году вступила в НФЛ. «Ойлерз» играли свои домашние матчи на стадионе «Релайант Астродом». В 1996 году владелец команды Бад Адамс не смог прийти к соглашению с городом по поводу нового стадиона, и команда переехала в Нэшвилл (Теннесси), где позже была переименована в «Теннесси Тайтанс».

## Бейсбол

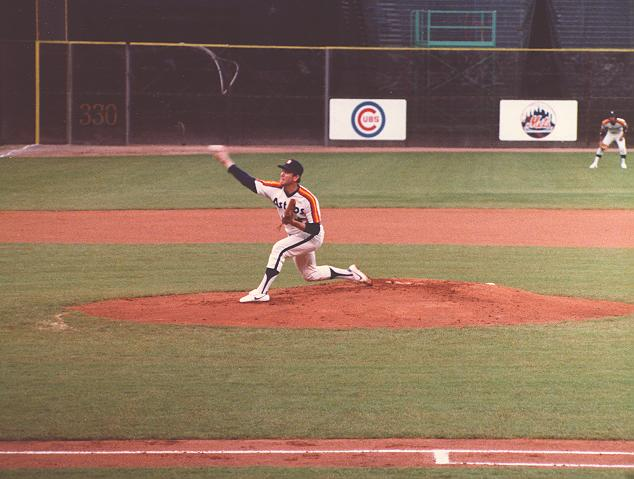
Питчер Нолан Райан успел поиграть за обе техасские команды — «Техас Рейнджерс» и «Хьюстон Астрос»

В Техасе базируется много бейсбольных команд. В главной бейсбольной лиге (MLB) Техас представлен командами «Техас Рейнджерс» и «Хьюстон Астрос». В 2005 году «Астрос» стала первой командой из Техаса, вышедшей в мировую серию (финал соревнований). «Рейнджерс» повторил успех «Астрос» в 2010 году. В Техасе, как правило в менее населённых городах, базируется ряд команд малой бейсбольной лиги, являющихся фарм-клубами Далласа и Хьюстона. Помимо этого есть ряд независимых команд в других лигах, например «Форт-Уэрт Кэтс», которая выиграла 3 прямых чемпионатов, один в Центральной бейсбольной лиге, а последние два в американской ассоциации независимых профессиональных бейсбольных клубов. Студенческие бейсбольные команды также весьма популярны в Техасе, как в финальные соревнования пробивались команды таких университетов как сельскохозяйственный университет (Texas A&M University), Университет Райса, Техасский университет в Остине, Хьюстонский университет и Бэйлорский университет.

## Баскетбол

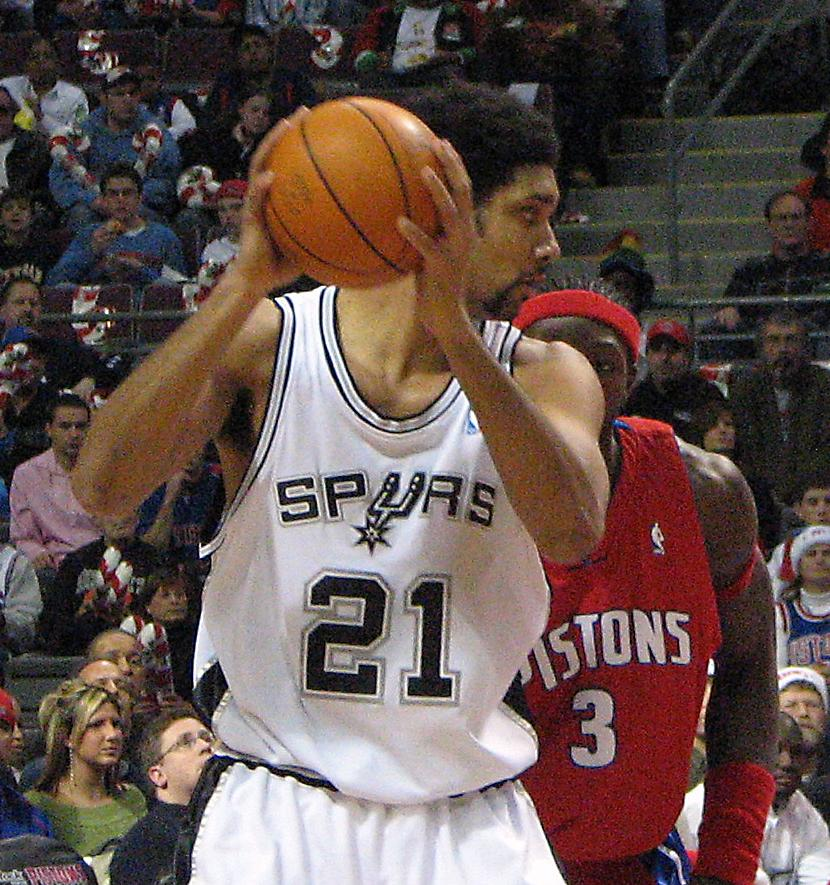
Тим Данкан, центровой «Сан-Антонио Спёрс»

Баскетбол также популярен в Техасе. На территории штата располагаются три команды, играющие в НБА: «Хьюстон Рокетс», «Сан-Антонио Спёрс» и «Даллас Маверикс». Все три команды выигрывали чемпионат в разное время. Кроме того, в Техасе базировались две команды Женской национальной баскетбольной ассоциации: «Сан-Антонио Силвер Старз» и «Хьюстон Кометс», прекратившие своё существование в конце сезона 2008 года. «Кометс» являются победителями первых четырех чемпионатов WNBA сезонов 1997—2000.

## Скачки
Начиная с 1905—1915 годов, в Далласе и Форт-Уэрте стали популярными скачки, которые, как правило, проходили в период сельскохозяйственных выставок. Довольно быстро Даллас создал клуб жокеев. В 1905 году в Форт-Уэрте открылся клуб для владельцев чистопородных рысаков и иноходцев. Изначально в клубе был 101 участник. Гонки рысаков проводились в парке Форт-Уэрта, но оба города быстро привлекли тысячи людей на разные виды гонок.

## Хоккей

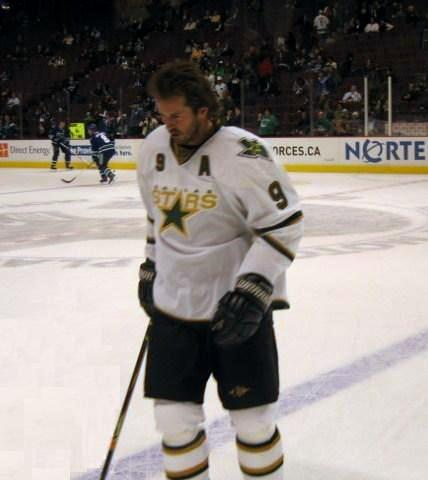
Майк Модано, центральный нападающий Даллас Старз, 2006 год.

Хоккей стал популярен в штате после того как в 1993 году в Даллас переехала команда НХЛ «Миннесота Норт Старз». «Даллас Старз» вышли в плей-офф в первый же год в Далласе и продолжали оставаться конкурентоспособной командой в течение десятилетия, что в итоге привело к завоеванию кубка Стэнли в 1999 году. Команда вернулась в финал Кубка Стэнли в следующем году, но проиграла «Нью-Джерси Девилз». В дополнение к выигранному кубку Стэнли в 1999 году и победе в западной конференции в 2000, команда также выиграла два президентских кубка, один раз была лучшей по очкам в сезоне и семь раз была чемпионом своего дивизиона.
До появления «Даллас Старз» в Техасе существовала другая профессиональная хоккейная команда под называнием «Хьюстон Аэрос», которая играла во Всемирной хоккейной ассоциации (ВХА) с 1973 по 1978 год. За команду выступал легенда хоккея Горди Хоу, который вернулся на лёд, чтобы играть вместе со своими сыновьями, Марком и Марти Хоу. Во главе с семьёй Хоу, «Аэрос» выиграл два подряд кубка Авко (аналог кубка Стэнли) в 1974 и 1975 годах. «Аэрос» перестали существовать в 1978 году, после того как команда не смогла получить место в НХЛ при слиянии с ВХА.
В последние несколько десятилетий растёт популярность малой лиги профессионального хоккея. Команда «Хьюстон Хаски» играла в Хоккейной лиге США (USHL) и выиграла чемпионат в 1948 году под руководством легендарного тренера НХЛ Гектора Блейка. В 1994 году Хьюстон получил команду в Международной хоккейной лиге (ИХЛ), которая была названа «Аэрос» по имени бывшей команды из ВХА. «Новые Аэрос» выиграли Кубок Тёрнера в 1999 году. В 2001 году команда переходит в Американскую хоккейную лигу (АХЛ) после закрытия ИХЛ. В 2003 команда выиграла Кубок Колдера, а в 2011 году играла в финале. Позже в АХЛ появились еще две команды — «Сан-Антонио Рэмпэйдж» (принадлежит клубу НБА «Сан-Антонио Спёрс» и является фарм-клубом команды «Флорида Пантерз») начала играть в 2002 году, и «Техас Старз» (фарм-клуб «Даллас Старз», основанный в пригороде Остина Сидар-Парк) в 2009 году. Помимо команд из АХЛ, шесть из шестнадцати команд Центральной хоккейной лиги также базируются в Техасе.

## Футбол
Футбол всегда был особенным видом спорта в Техасе, и является самым быстрорастущим видом спорта в штате. В старой Североамериканской футбольной лиге играли команды из Далласа, Форт-Уэрта и Хьюстона. «Даллас Торнадо» играли в 1968—1981 годах, в то время как «Хьюстон Старз» провели всего один сезон в 1968 году. Хьюстон вернулся в лигу в 1978 году с командой «Хьюстон Харрикейнс», которая играла до 1980 года. Возвращения Техаса в футбол состоялось во время Чемпионата мира по футболу в 1994 году, когда стадион «Cotton Bowl» принимал матчи первенства. В 1996 году появилась команда «Даллас Бёрн», которая стала одной из первых команд в MLS, новой высшей лиге под управлением Федерации футбола США. В 2006 в лиге появилась команда «Хьюстон Динамо». К тому времени «Даллас Бёрн» был переименован в ФК «Даллас», получил новый логотип и цвет формы, а также новый футбольный стадион «Пицца-Хат-Парк». «Динамо» выиграло Кубок MLS по результатам первого и второго сезонов в лиге.

## Студенческий спорт

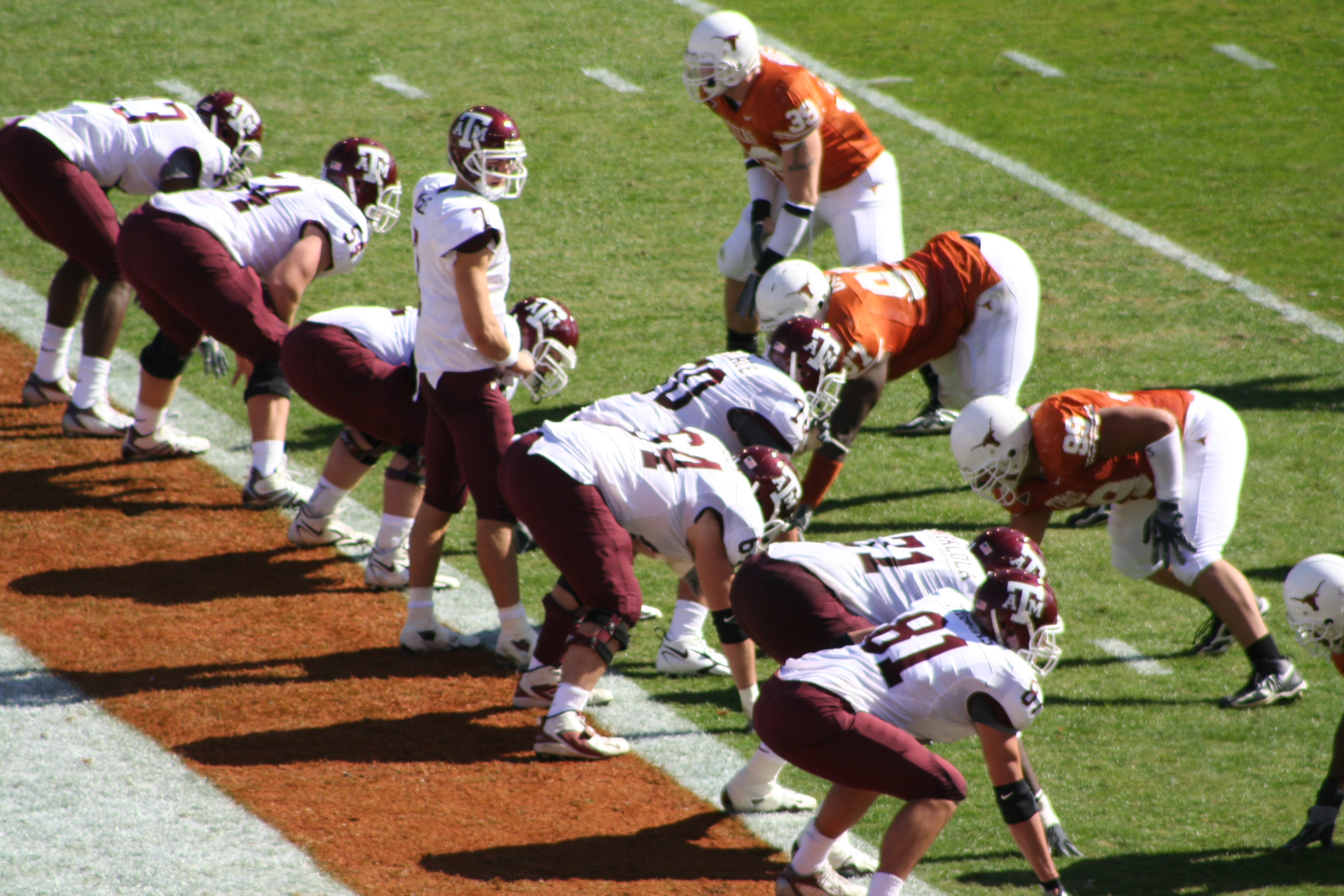
Турнир между Университетом Техаса и Сельскохозяйственным университетом в 2006 году

Первоначально большинство студенческих команд в Техасе были частью Юго-западной конференции, которая прекратила своё существование в 1996 году. В дивизионе Division I FBS играют одиннадцать команд штата: «Бэйлор Беарз», «Ти-Си-Ю Хорнд Фрогс», «Тексас Лонгхорнс», и «Тексас Тек Ред Райдерс» в конференции Биг 12; «Тексас Эй-энд-Эм Аггис» в юго-восточной конференции; «ЭС-эМ-Ю Мустангс» и «Хьюстон Когуарс» в американской спортивной конференции, «Норт Тексас Мин Грин», «Райс Аулс», «Ю-Ти-И-Пи Майнерс» и «Ю-Ти-эС-Эй Роадраннерс» в конференции США, а также «Тексас Стейт Бобкэтс» в конференции Сан-Белт. Техас имеет наибольшее представительство в дивизионе среди штатов.
Согласно опросу тренеров команд дивизиона FBS, противостояния между университетом штата Оклахома и Техасским университетом в Остине, имеющее название «Перестрелка на Ред-ривер», занимает третье место по напряжённости в дивизионе. Также ожесточенное соперничество происходит в противостоянии Лоун-Стар между Техасским университетом и Сельскохозяйственным университетом Техаса, двумя крупнейшими вузами в штате. Это спортивное соперничество было приостановлено после того, как в 2012 году команда «Аггис» была переведена в юго-восточную конференцию. Матчи между «ЭС-эМ-Ю Мустангс» и «Ти-Си-Ю Хорнд Фрогс» называются «Битва за железную сковороду». Соперничество существует и между Университетом Хьюстона и Университетом Райса.
Помимо основного дивизиона, Техас также активно представлен и в остальных соревнованиях.
Студенческие команды рассматривают Техас как самый большой и горячий рынок игроков для американского футбола. В 2006 году 170 игроков попали в НФЛ из техасских вузов

## Спорт в школах
Большинство спортивных, музыкальных и научных конкурсов среди начальных и средних школ в Техасе организованы и управляются межшкольной лигой.

## Родео

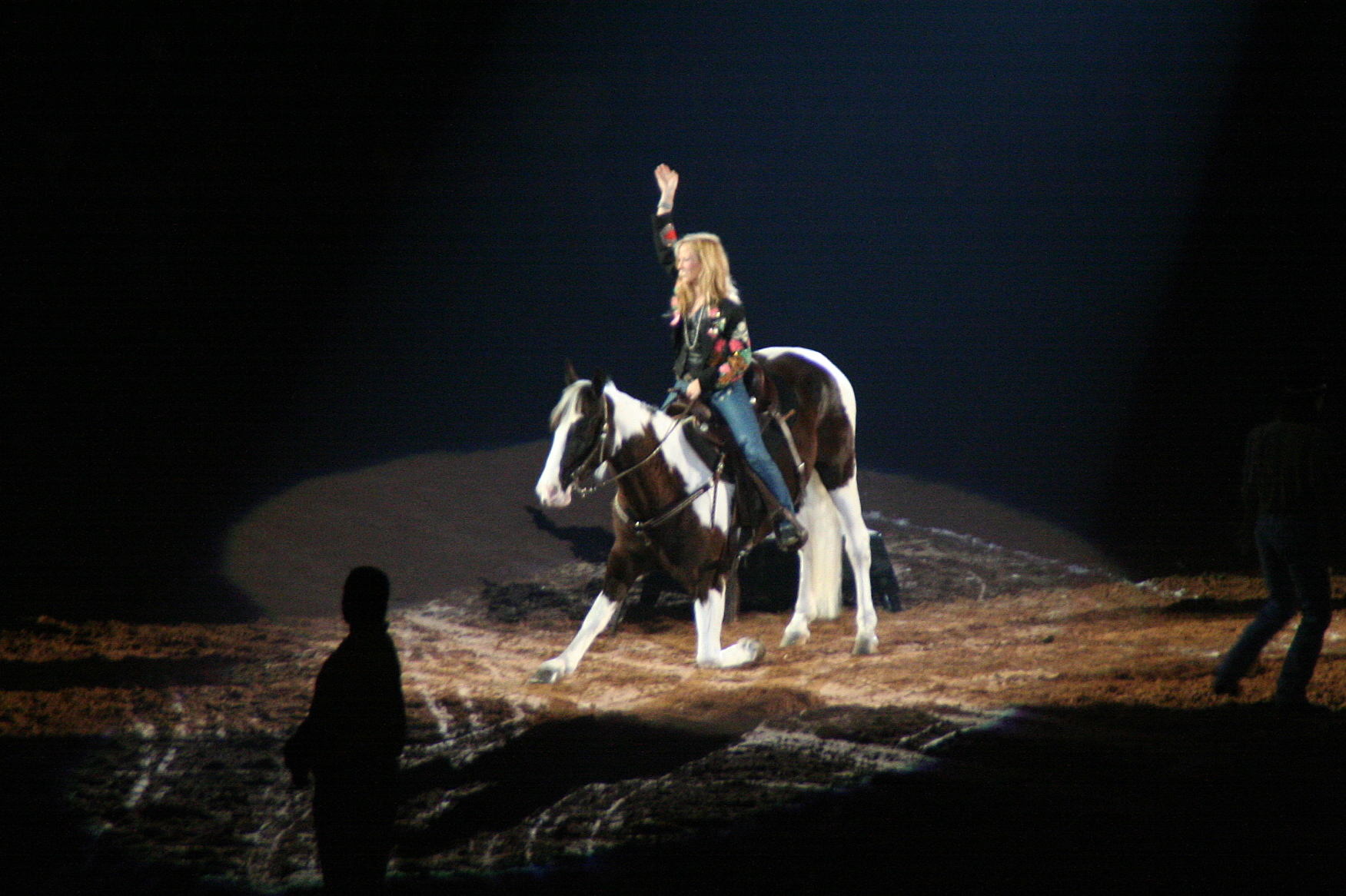
Шерил Кроу на выставке животноводства и родео в Хьюстоне

Техасцы также любят посещать родео. Ежегодная выставка животноводства и родео в Хьюстоне является крупнейшим родео в мире. Мероприятие начинается с поездки по маршрутам, которые начинаются в нескольких точках штата и завершаются на Релайант-Парк. Первое родео в мире было проведено в городе Пекос 4 июля 1883 года. Другие крупные родео в штате включают в себя Юго-западную выставку животноводства в Форт-Уэрте, Техасскую ярмарку, которая проводится в Далласе каждый год.

## Автогонки
В штате находятся трассы "Техас Мотор Спидвей" в Форт-Уэрте и "Техас Уорлд Спидвей" в Колледж-Стейшне. В Далласе и Хьюстоне проводились Гран-при Далласа и Гран-при Хьюстона различных серий. В Остине была построена трасса Америк, на которой с 2012 года проходит Гран-при США гонок Формула-1. Трасса также используется для гонок машин других классов и MotoGP.

## Другие виды спорта
Гольф и рыболовный спорт также являются популярными видами спорта. Лакросс изначально популярный у местных племен, также набирает все большую популярность.